# اير (مقاطعة فراهان)
اير (بالفارسية: ایر) هي قرية تقع في مركزي في إيران. يقدر عدد سكانها بـ 175 نسمة .